# My One and Only Love (album)
Ne doit pas être confondu avec la chanson My One and Only Love .
Albums de Martial Solal
Masters in Bordeaux
(2017) Histoires improvisées (paroles et musiques)
(2018)
My One and Only Love (sous-titré Live at Theater Gütersloh) est un album du pianiste de jazz français Martial Solal sorti en 2018 chez Intuition Records, dans la collection « European Jazz Legends ». Il est enregistré quelques semaines après les 90 ans du pianiste.
C'est, selon les mots de Martial Solal, un de ses disques préférés : « pour une fois, je me suis calmé en jouant du piano, et j'ai fait appel à moins de technique et à plus d'émotion pure ».

## À propos de la musique
L'album s'inscrit dans une série de 15 disques enregistrés au théâtre de Gütersloh, produit par Gütersloh, la WDR 3, le magazine allemand JAZZthing et le label Intuition.
Le répertoire choisi par Martial Solal s'étale sur plusieurs siècles, partant de la Marche Turque de Mozart (mâtinée de Chopin), passant par les standards de Broadway (Have You Met Miss Jones, Body and Soul, Night and Day, All the Things You Are…) pour aller jusqu'au modernisme, notamment avec ses compositions (Coming Yesterday, Koln Duet).
Pendant les balances, cherchant un morceau que même les enfants dans le public pourraient reconnaître, Solal se souvient de Frère Jacques (sous le titre Sir Jack dans l'album), qu'il joue et réinvente ici pour la première fois en concert,. Il joue le morceau deux fois, la première fois comme une fantaisie inquiétante se terminant par une citation de l'hymne Simple Gifts, la seconde fois de façon plus vivante et enjouée, qui feint d'être inquiétant pour mieux se terminer par un sourire.
L'album se termine par une interview de 8 minutes, où son sens de l'humour et son charisme est une nouvelle fois remarquable. Il y parle notamment de sa rencontre avec le jazz et de piano. 
C'est le seul de ses disques que Solal a écouté en entier, sans déplaisir, dans une période où il ne jouait plus de piano.

## Réception critique
La critique est généralement élogieuse : JazzTimes, Télérama, Scott Yanow…
Dan Bilawsky (All About Jazz) est conquis par l'album : « tout du long [Martial Solal] reste lui-même, s'amusant avec les réharmonisations, faisant des tours de passe-passe avec staccato et marcato, glissant ici et là des citations, interrogeant par ses chromatismes et charmant l'auditeur grâce à son extraordinaire créativité », ajoutant que « très peu de musiciens de jazz continuent à se produire à plus de 90 ans, et à peu près aucun n'est aussi pertinent [que Martial Solal] ». Pour Matthieu Jouan (Citizen Jazz), « il livre là un éblouissant concert, pétillant, facétieux et d’une musicalité totale. Sous ses doigts agiles, il enchaîne les standards pourtant maintes fois rabâchés et les ressort comme par magie, brillants, comme neufs ». L'Académie Charles-Cros salue « ce disque[qui] est décidément un régal, et un GRAND disque de Martial Solal, une fois encore ».
Pour Guillaume Lagrée, « avec l'âge, Martial Solal a appris à élaguer. Son interprétation est désormais plus concentrée, même en solo, où il a toute la place pour s'exprimer, se relançant et se dérangeant lui même ».

## Liste des pistes
| No  | Titre                                                                                               | Musique                                               | Durée |
| --- | --------------------------------------------------------------------------------------------------- | ----------------------------------------------------- | ----- |
| 1.  | Have You Met Miss Jones                                                                             | Richard Rodgers, Lorenz Hart                          | 4:55  |
| 2.  | Medley Duke Ellington: Caravan, Prelude To A Kiss, Sophisticated Lady, Satin Doll, Take The A train | Duke Ellington                                        | 7:45  |
| 3.  | Sir Jack                                                                                            | Traditionnel                                          | 3:39  |
| 4.  | Coming Yesterday                                                                                    | Martial Solal                                         | 4:43  |
| 5.  | Koln Duet                                                                                           | Martial Solal                                         | 4:45  |
| 6.  | My One and Only Love                                                                                | Guy Wood, Robert Mellin                               | 5:44  |
| 7.  | Body and Soul                                                                                       | Edward Heyman, Robert Sour, Frank Eyton, Johnny Green | 8:03  |
| 8.  | Night and Day                                                                                       | Cole Porter                                           | 5:28  |
| 9.  | Marche Turque                                                                                       | Wolfgang Amadeus Mozart                               | 2:44  |
| 10. | All the Things You Are                                                                              | Jerome Kern, Oscar Hammerstein II                     | 5:29  |
| 11. | Night in Tunisia                                                                                    | Dizzy Gillespie, Frank Paparelli                      | 4:35  |
| 12. | Tea for Two                                                                                         | Vincent Youmans, Irving Caesar                        | 5:46  |
| 13. | Sir Jack                                                                                            | Traditionnel                                          | 5:49  |
| 14. | Interview with Martial Solal (par Götz Bühler)                                                      |                                                       | 7:57  |